# 浑河
浑河（穆麟德轉寫：hunehe bira），古称瀋水、贵端水，原是辽河支流，发源于中华人民共和国辽宁省清原县湾甸子镇滚马岭西侧，向西南纵贯辽宁省东部，沿途主要城市有抚顺市、沈阳市、鞍山市等，河道长415.4千米，流域面积11481平方千米，在海城西四镇的三岔河上游马圈子与太子河和外辽河汇合成为大辽河最终在营口市西侧注入辽东湾。浑河古代也是扶餘國與高句麗的分界，朱蒙在這裡渡過至卒本建立高句麗。

## 洪水
浑河干流建有大伙房水库，对浑河中下游防洪起到决定性作用。但大伙房水库以上的上游，缺乏水库拦蓄洪水，夏季暴雨时洪灾严峻。
1995年7月，浑河流域发生特大洪水。1995年7月28日至30日，以大伙房水库坝址附近为暴雨中心降下特大暴雨，暴雨中心佟庄子站3天雨量532.6mm。7月29日1时，浑河支流东洲河发生4210立方米每秒的洪峰流量，超过千年一遇标准。7月30日14时，大伙房水库入库流量10700立方米每秒，为历史最大洪水；7月29日8时至8月5日8时7天入库流量为17.3亿立方米，达千年一遇标准。大伙房水库超设计标准运行，发挥了重要的调蓄作用，及时为下游错峰26小时，削减入库洪峰50%，为下游减免经济损失74.89亿元，大伙房水库最大下泄流量5490立方米/秒，抚顺站最大洪峰流量6050立方米/秒，沈阳市境内的浑河左岸堤防出现重大滑坡险情、右岸堤防多处溃决，苏家屯区、东陵区直接经济损失55亿元，淹没1356平方千米，受灾人口433万。为浑河有历史记录以来最大洪水，经水文计算为250年重现洪水。浑河、北沙河之间，浑河、蒲河之间，浑河、太子河之间汪洋一片，最大淹没水深达5米，造成了重大的灾害损失。洪水过后，辽宁省人民政府于1996年2月29日第122次省长办公会决定，“九五”期间，对浑河、大辽河进行整治。浑河整治资金预计4.82亿元。
2010年8月，辽宁、吉林两省普降大雨发生严重汛情。2010年7月29日，根据辽宁省防总调度命令，大伙房水库主溢洪道和非常溢洪道的12道闸门全部打开，24小时不间断泄洪，以腾出防洪库容。大伙房水库流域连续遭遇到8次洪水，其中洪峰流量超过1000立方米每秒的洪水6次，来水量46.4亿立方米。非常溢洪道下游堤防右岸混凝土护坡出现险情，经过连续五天五夜抢修脱险。
2013年8月16日，浑河上游降下大暴雨，大伙房水库流域累计平均降雨量179 毫米，流域最大点雨量为浑河干流北口前站449 毫米，达到特大暴雨量级。其上游支流苏子河发生超历史实测纪录洪水。截至8月17日8时大伙房水库水位128.88米，日水位最大涨幅达4.75米。大伙房水库超警戒水位2.69米。8月17日4—5时入库流量达8440立方米每秒，日最大入库水量3.58亿立方米。洪水洪峰排在历史洪峰第二位，超过50年一遇标准。辽宁省防总调度浑河大伙房水库控制泄洪流量为22立方米每秒，削峰率达99.7%，充分发挥水库拦洪削峰作用，确保了浑河下游抚顺至沈阳河段水位均未超过警戒水位，保障了浑河下游防洪安全。在浑河的抚顺城市段高峰期过后逐渐加大泄流量，大伙房水库采取错峰蓄洪泄流方式，把浑河抚顺城市段流量控制为1510立方米每秒，总体运行平稳。